# 小池安之
小池 安之（こいけ やすゆき、1864年4月26日（元治元年3月21日） - 1931年（昭和6年）10月11日）は、日本陸軍の軍人。最終階級は陸軍中将。位階および勲等、軍功は正三位・勲二等・功三級。

## 経歴
茨城県出身。平民小池安左衛門の二男として生れる。陸軍教導団を経て、1886年（明治19年）6月、陸軍士官学校（旧8期）を卒業し、歩兵少尉に任官、歩兵第24連隊付となる。1893年（明治26年）11月、陸軍大学校（9期）を卒業した。
1896年（明治29年）5月、参謀本部第3部員、参謀本部員、マニラ出張などを経て、1900年（明治33年）10月、歩兵少佐に進級し第9師団参謀に就任。1902年（明治35年）4月、参謀本部員（第2部）となり、欧州差遣、大本営参謀などを歴任し、1904年（明治37年）6月、満州軍参謀（情報）に発令され日露戦争に出征。同年9月、歩兵中佐に進級。
1905年（明治38年）9月、歩兵第28連隊長となり、参謀本部員に転じ、1907年（明治40年）11月、歩兵大佐に昇進。1908年（明治41年）4月、第7師団参謀長に発令され、1911年（明治44年）9月、陸軍少将に進級し歩兵第12旅団長に就任。独立守備隊司令官、近衛歩兵第2旅団長、憲兵司令官を歴任。1916年（大正5年）5月、陸軍中将に進み、1918年（大正7年）6月、第6師団長に親補された。1921年（大正10年）6月、予備役に編入された。昭和6年10月11日薨去。享年68。墓所は青山霊園。

## 栄典
位階
- 1886年（明治19年）11月27日 - 正八位[4]
- 1891年（明治24年）12月28日 - 従七位[5]
- 1895年（明治28年）3月28日 - 正七位[6]
- 1900年（明治33年）4月30日 - 従六位[7]
- 1904年（明治37年）11月1日 - 正六位[8]
- 1907年（明治40年）12月27日 - 従五位[9]
- 1911年（明治44年）10月20日 - 正五位[10]
- 1916年（大正5年）6月10日 - 従四位[11]
- 1918年（大正7年）6月29日 - 正四位[12]
- 1921年（大正10年）
  - 6月28日 - 従三位[13]
  - 7月11日 - 正三位[14]

勲章等
- 1895年（明治28年）10月19日 - 勲六等瑞宝章・功五級金鵄勲章[15]
- 1901年（明治34年）11月30日 - 勲五等瑞宝章[16]
- 1905年（明治38年）5月30日 - 勲四等瑞宝章[17]
- 1915年（大正4年）2月26日 - 勲二等瑞宝章[18]
- 1921年（大正10年）7月1日 - 第一回国勢調査記念章[19]

## 親族
- 長男 小池安正（陸軍少将、戦死）[1]